# 石橋停留場
石橋停留場（いしばしていりゅうじょう、石橋電停）は、長崎県長崎市大浦町にある長崎電気軌道大浦支線の停留場。駅番号は51。
大浦支線の終点で、5号系統が停車する。長崎県最南端の停車場である。

## 歴史
1916年（大正5年）の第2期線開通に合わせて起点寄りに仮の終点（出雲町仮終点）が設置され、1917年（大正6年）に移設を経て出雲町停留場（いずもまちていりゅうじょう）として開業した。開業より支線の終点である。
停留場名は1930年（昭和5年）に大浦石橋停留場（おおうらいしばしていりゅうじょう）に改称され、石橋停留場と称するようになったのは1983年（昭和58年）。ただし、それ以前より方向幕では「石橋」と案内されていた。

### 年表
- 1916年（大正5年）12月27日：第2期線が開通し、出雲町仮終点を設置[1][2]。
- 1917年（大正6年）6月4日：仮終点を廃止し[1]、移設を経て出雲町停留場となる[2]。
- 1930年（昭和5年）4月：大浦石橋停留場に改称[2]。
- 1983年（昭和58年）6月10日：石橋停留場に改称[2]。
- 1997年（平成9年）3月4日：電車接近表示器の運用を開始[7]。
- 2002年（平成14年）2月20日：降車用ホームを改築。乗車用ホームは3月30日に改築[8]。

## 構造
単線の軌道を挟み、2面のホームが向かい合わせに設けられている（相対式ホーム）。軌道は大浦川と並走する道路との間に敷かれており、併用軌道ではあるが道路から独立した専用軌道のような状態で伸びている。軌道より道路側にあるのが降車ホーム、河川側にあるのが乗車ホーム。ホーム長はスロープを含めて30メートルほど。
停留場付近の道幅は狭く、道路側にホームが設置されたのは2002年（平成14年）のことであった。この設置により、前中扉の車両（360形・500形など）が当停留場を使用できるようになった。また、このときに停留場も改築され、上屋がトタン屋根から景観に配慮したシェルター式に改められている。

## 利用状況
長崎電軌の調査によると1日の乗降客数は以下の通り。
- 1998年 - 3,059人[4]
- 2015年 - 2,000人[13]

## 周辺
グラバー園に通じる斜行エレベーター、グラバースカイロードが近い。周りには住宅も多い。
路線の終端部より先には山があり急坂になっているため、路線をこれ以上延ばすことはできない。
- 孔子廟（長崎孔子廟中国歴代博物館併設）
- 東山手
- 長崎バス「石橋」バス停（大平橋・田上方面）

## 隣の停留場
長崎電気軌道
大浦支線
大浦天主堂停留場 (50) - 石橋停留場 (51)